# Лоренцонијева репетирка
Лоренцонијева репетирка (енгл. Lorenzoni repeater), рани репетирајући механизам за мускете и пиштоље са табаном на кремен, измишљен у другој половини 17. века.

## Историја
Лоренцонијев систем, популарни механизам за репетирање са затварачем, развијен за пушке са кременом у трећој четвртини седамнаестог века. Фирентински оружар Микеле Лоренцони (умро 1733) је највероватнији проналазач система који носи његово име.
Пореклом из Сијене, Лоренцони је каријеру провео у Фиренци где је служио на двору Медичија. Најранији помен Лоренцонијевог рада је помињање репетирајуће пушке коју је од њега 1684. године купио кнез изборник Јохан Георг III од Саксоније (1647–1691).
Иако механизам данас носи Лоренцонијево име и традиционално му се приписује заслуга за његов изум, да ли је он осмислио оригинални дизајн је отворено питање. Изум се алтернативно приписује италијанском оружару Ђакому Берселију из Болоње, између осталих. Лоренцони је правио и пушке и пиштоље опремљене механизмом у три подтипа, од којих се сваки разликује по положају магацина за барут. Приметно је да је мало пиштоља типа Лоренцони, за разлику од дугих пушака, направљено пре средине осамнаестог века.
Лоренцонијев систем представљао је значајно побољшање у односу на сродни механизам за репетирање који је дизајнирао дански оружар Петер Калтхоф (умро 1672) и који су користили оружари у северној Европи у трећој четвртини седамнаестог века. Сложен изнутра, Лоренцонијев систем омогућава до десет узастопних хитаца који се пуне из одвојених магацина за барут и кугле скривених унутар кундака. Да би се оружје напунило, пушка или пиштољ се држи са спуштеном цеви, а челична полуга на левој страни механизма се окрене надоле и напред за приближно сто осамдесет степени како би се омогућило да барут и кугла падну у две коморе у вертикално постављеном, цилиндричном месинганом блоку затварача. Полуга се затим окреће у супротном смеру у свој првобитни положај, доводећи куглу и барут у линију са цеви и формирајући привремени затварач, истовремено отварајући вентил у брави да би се испустио барут у чанак, спустио поклопац чанка и натегао ороз.
Најпоузданија технологија за стварање практичног вишеметног ватреног оружја пре усавршавања револверских механизама средином деветнаестог века, Лоренцонијев систем су користили оружари широм Европе и Велике Британије више од једног века након његовог проналаска. Доживео је коначни процват у Великој Британији крајем осамнаестог века, поставши специјалност лондонских оружара Хенрија Нока (1741–1804) и Харвија Мортимера (1753–1819). Колекција Метрополитен музеја у Лондону укључује два Лоренцонијева пиштоља од Мортимера и један редак примерак са грбовима вицеадмирала Хорација Нелсона.

## Галерија
- Делови Лоренцонијевог механизма: 1. лежиште за куглу, 2. клин за потисну шипку, 3. ротирајући добош, 4. магацин за барут у кундаку, 5. полуга за ротацију добоша, 6. магацин за кугле у кундаку, 7. потисна шипка, 9. лежиште за барут, 10. барутна комора, 11. цев
- Лоренцонијев механизам у почетном положају (оружје оборено напред и надоле, да би се искористила гравитација за пуњење цеви): ротирајући добош са резервоарима за зрно и барут је иза цеви, а иза њега су магацин за зрна (горе) и барут (доле) смештени у кундаку.
- Ротирање добоша уназад пуни лежишта за куглу и барут у добошу - кугла не може да уђе у лежиште за барут, које на отвору има пречагу. Клин на добошу захвата потисну шипку и гура ороз уназад, натежући оружје.
- Ротирање добоша унапред убацује куглу у барутну комору.
- Враћање полуге и добоша у почетни положај поставља барутно пуњење иза цеви и зрна.
- Лоренцонијев систем са чанком за припалу. Окретање полуге окретало је чанак и урањало га у магацин за припалу иза и испод њега, који се пунио посебно кроз вратанца на шаркама или кроз рупицу из главног магацина за барут.